# Gundam Wing
 (septembre 2008).
Si vous disposez d'ouvrages ou d'articles de référence ou si vous connaissez des sites web de qualité traitant du thème abordé ici, merci de compléter l'article en donnant les références utiles à sa vérifiabilité et en les liant à la section « Notes et références ».
Autre
 Cet article concerne le manga papier. Pour l'anime, voir la page Gundam Wing (anime).
Gundam Wing est une série japonaise mettant en scène des Gundams (armures mobiles fabriquées avec du gundanium) devant rétablir la paix dans les colonies de l'espace malgré les agissements de Oz, l'alliance et la Fondation Romefeller. L'histoire des protagonistes se conclut quelques décennies après avec la light novel Shin Kidou Senki Gundam W : Frozen Teardrop.

## Introduction
Gundam Wing (Shin Kidousenki Gundam Wing, New Mobile Report Gundam W) est l'une des nombreuses séries de la saga Gundam commencée en 1979 avec l'animé Mobile Suit Gundam. La série se déroule dans un univers alternatif et suit le calendrier After Colony.
Il y a des milliers de colonies dans l'espace, qui sont regroupées en cinq catégories, appelées L1, L2, L3, L4 et L5 (d'après les points de Lagrange) et reparties en secteurs au sein de ces zones. Le gouvernement de la Terre, sous le commandement de l'Alliance terrestre (aussi appelée Alliance), s'oppose aux gouvernements des différentes colonies. Un groupe de pression, au sein de l'Alliance, appelé Romefeller, va utiliser son bras armé, Oz, pour attaquer les colonies. Oz s'est infiltré au sein de l'armée de l'alliance en formant les troupes d'élite de cette dernière. La contre-attaque des colonies se fait par l'envoi sur Terre de cinq pilotes de gundam (machines faites de gundanium, métal le plus solide qui ne peut être fabriqué que dans l'espace).

## Les parutions

### Maison d'édition:Pika Édition
- Mobile Suit Gundam Wing, vol. 1 (1995)
- Mobile Suit Gundam Wing, vol. 2 (1996)
- Mobile Suit Gundam Wing, vol. 3 (1996)
- Mobile Suit Gundam Wing Battlefield of Pacifists (1997) ???
- Mobile Suit Gundam Wing Endless Waltz (1996)
- Mobile Suit Gundam Wing Blind Target (2002)
- Gundam Wing Dual Story G-Unit, vol. 1 (1997)
- Gundam Wing Dual Story G-Unit, vol. 2 (1998)
- Gundam Wing Dual Story G-Unit, vol. 3 (1998)

### Maison d'édition:Génération comics
- Gundam Wing - Episode Zero (1997)
- New Mobile Target / Gundam Wing « Blind Target » (1999)

* les années indiquées sont les publications au Japon

## Personnages

### Le camp des colonies
Ils sont cinq pilotes de Gundam, tous adolescents et déjà spécialistes dans l'art de la guerre (embusquée) :
- Heero Yuy, Pilote du Wing Gundam, Wing Zero et Wing Zero Custom
- Duo Maxwell, Pilote du Gundam Deathscythe, Deathscythe Hell et Deathscythe Hell Custom
- Trowa Barton, Pilote du Gundam Heavy Arms, Heavy Arms Kai et Heavy Arms Custom
- Quatre Raberba Winner, Pilote du Gundam Sandrock, Sandrock Kai et Sandrock Custom
- Wufei Chang, Pilote du Nataku(Shenlong Gundam), Altron et Altron Custom

Les versions dites "Custom" des gundams n'apparaissent que de l'OAV
"GUNDAM WING Endless Waltz"
(Le altron custom s'appelle toujours altron mais c'est simplement pour différencier ce gundam de sa version animée TV)

### Le camp d'OZ
- Colonel Treize Khushrenada, Pilote de Leo et du Tallgeese II
- Lady Une, pilote de Leo, du Taurus et du Wing
- Capitaine Zechs Merquise alias Milliardo Peacecraft, Pilote de Leo, du MS Tallgeese, l'Epyon Gundam et Tallgeese III
- Lieutenant Lucrezia Noin, fidèle à Zechs. Pilote d'un Aries et du Taurus (Sank Kingdom)

### Les ingénieurs Gundam
Les ingénieurs des Gundams sont au nombre de cinq :
- le docteur J, créateur du Wing ;
- le professeur G, créateur du Deathschythe ;
- le docteur S, créateur du HeavyArms ;
- le savant H, créateur du Sandrock ;
- le mentor O, créateur du Shenlong, alias le Nataku.

### Les pacifistes
- Relena Peacecraft, princesse du royaume de Sank (sœur de Milliardo/ Zechs).
- Howard, commandant du Peacemillion, ex-ingénieur du projet "météore"

## Le Manga

### L'Ère de la Colonisation
L’Ère de la Colonisation (abrégée « EC ») est le nom de la ligne temporelle du manga, le nom de cette période est tiré du calendrier utilisé au cours de ces séries, l'an 1 de la colonisation correspondant à celui de la construction de la première colonie spatiale sur l'orbite terrestre.

### Gundam Wing - Episode Zero
Dans ce volume, on y explique l'enfance de nos héros et comment ils sont arrivés à devenir pilotes de Gundam. C'est un texte annexe plutôt intéressant au niveau de la psychologie des personnages et pour les fans, un manga aux dessins beaucoup moins décevants que ceux de la série.

### Mobile Suit Gundam Wing, vol. 1
Les colonies spatiales, sous le joug de la force de l'Alliance Terrestre, souhaitent se libérer de leur oppresseur (la Terre) en envoyant 5 nouvelles armures mobiles baptisées Gundam: le Sandrock, le Heavy Arms, Nataku, le Deathscythe, et le Wing, leur but étant l'éradication des forces armées connues sous le nom d'OZ.

### Mobile Suit Gundam Wing, vol. 2
Heero est confronté à Trowa, infiltré au sein d'Oz pour éliminer Treize. Les deux pilotes de Gundam autrefois alliés sont désormais contraints de se livrer un duel à mort...

### Mobile Suit Gundam Wing, vol. 3
Relena à la tête du royaume de Sank, les pilotes de Gundam, maintenant au nombre de six, se sont réunis pour défaire les troupes d'Oz, associées à la Fondation Romefeller.

### Mobile Suit Gundam Wing Battlefield of Pacifists
C'est une aventure en un seul volume. Il n'existe qu'en manga et il se situe entre Gundam wing et Endless Waltz. Après la période trouble décrite dans la série principale, la paix est enfin revenue après la victoire de Heero et de ses compagnons sur les forces d'Oz. Pour éviter la naissance de nouveaux conflits, les pilotes partent à la recherche des anciennes usines d'armement et détruisent systématiquement tous les sites encore opérationnels. Cependant, une rumeur concernant l'Urkanus, une usine d'Oz toujours intacte quelque part dans l'espace, se répand mais on demande à ce quelle soit démentie ou pas. Encore une bataille?

### Mobile Suit Gundam Wing Blind Target
Ce manga est la touche finale, bien que décalée de l'histoire. Cette fois-ci, les combats sont très rares, il s'agit bien plus d'un conflit contre les anciens pilotes eux-mêmes. Trowa voit resurgir un ex-compagnon de résistance alors que Quatre est victime d'un attentat... Heero décide lui d'avouer ses sentiments à Relena. Selon les scénaristes, l'histoire se situerait 6 mois après la fin de la série à mi-chemin entre celle-ci et le Film Endless Waltz... et serait donc antérieure à Battlefield of Pacifists qui introduit le film... mais certains éléments du scénario ne collent vraiment entre eux, à savoir que seul BFOF a été écrit par les mêmes auteurs que la série et Endless Waltz...

### Mobile Suit Gundam Wing Endless Waltz
La Paix est de nouveau revenue sur terre et dans l'espace. Marimeya Barton, fille de Treize et de Leia Barton, menée par Dekim, à l'intention de ruiner cette paix. Elle veut reproduire l'Opération Météor en détruisant la Terre grâce à la colonie la plus proche de la terre. Cette armée possède un général de poids : WuFei Chang et son Altron Gundam !

## Anime

### Épisodes
49 épisodes.
Épisode 1 : Étoiles filantes
Épisode 2 : Face cachée
Épisode 3 : Prisonnier de l'Alliance
Épisode 4 : L'ennemi invisible
Épisode 5 : Les larmes de la vérité
Épisode 6 : Des liens trop forts
Épisode 7 : Manipulation
Épisode 8 : Pris pour cible
Épisode 9 : Les héritiers
Épisode 10 : Reddition
Épisode 11 : La quête du bonheur
Épisode 12 : La force du cœur
Épisode 13 : Ligne de conduite
Épisode 14 : Mise en scène
Épisode 15 : Confiance
Épisode 16 : Le duel
Épisode 17 : Trahi par les siens
Épisode 18 : Intime conviction
Épisode 19 : La capture
Épisode 20 : Nouvelles armures
Épisode 21 : La fin d'un règne
Épisode 22 : Les armes de la paix
Épisode 23 : Pilotes d'élite
Épisode 24 : Quatre contre un
Épisode 25 : Face à son destin
Épisode 26 : Lueur éternelle
Épisode 27 : Le chaos
Épisode 28 : Esprit libre
Épisode 29 : La fuite
Épisode 30 : Le royaume de la paix
Épisode 31 : Les anges gardiens
Épisode 32 : Hallucinations
Épisode 33 : Le piège
Épisode 34 : Epyon
Épisode 35 : Système zéro
Épisode 36 : Rêve brisé
Épisode 37 : Reine à contre cœur
Épisode 38 : Les citoyens du monde
Épisode 39 : Le lotus blanc
Épisode 40 : La guerre des Peacecraft
Épisode 41 : Contre attaque
Épisode 42 : Le Libra
Épisode 43 : Le défi
Épisode 44 : Unis pour vaincre
Épisode 45 : Alliée de charme
Épisode 46 : Le choix
Épisode 47 : Collision spatiale
Épisode 48 : Le dernier espoir
Épisode 49 : Dernier acte